# Мухортова, Нина Вячеславовна
Нина Вячеславовна Мухортова (род. 16 сентября 1966 года) — российская спортсменка-тяжелоатлет, многократная чемпионка и призер Чемпионатов России Европы и Мира. Мастер спорта России международного класса по пауэрлифтингу и бодибилдингу.  

## Биография
Нина Мухортова  родилась в городе Ставрополь,  в обычной рабочей семье. 
Отец, Малахов Вячеслав Федорович, служил в КГБ. Мать, Малахова Евдокия Михайловна — закройщик модельер меховой одежды.
В спорт привела мама в возрасте 6 лет в секцию художественной гимнастики. С тех пор не расстается со спортом.
В 1985 году окончила Училище искусств, режиссура, в 1992 году — СГУ, учитель физкультуры.
В 2010 году получила квалификацию — тренер высшей категории.
В настоящее время времени работает старшим преподавателем кафедры физического воспитания и спорта в Ставропольском государственном аграрном университете.
В 2017 году  снялась в роли серийной убийцы Анжелики Ким в российском телесериале «Под напряжением».
2018 году  стала заслуженным тренером Национальной Ассоциации пауэрлифтинга.

## Спортивные достижения
- Трёхкратный серебряный  призёр Мира по бодибилдингу[3]:

 Будапешт 2010 — категория фитнес;
 София 2012 — категория фитнес;
 Будапешт 2012 — категория бодифитнес;
- Трёхкратный бронзовый  призёр Европы по бодибилдингу[4]:

 Мадрид 2011 — категория бодибилдинг;
 Санта Сусанна 2012 — категория бодибилдинг;
 Санта Сусанна 2013 — категория физик;
- Чемпионка Мира и Европы по пауэрлифтингу 2011—2018;

- Абсолютная чемпионка Европы по жиму штанги лёжа 2013—2018;

- Токио 2016 — Чемпионка Мира по тяжёлой атлетике в старших возрастных группах[5];
- Ницца 2015 — Чемпионка Европейских игр ветеранов спорта[6]
- Является рекордсменкой России[7]

- — Мастер спорта России международного класса по бодибилдингу и пауэрлифтингу